# Disney Entertainment
A Disney Entertainment é um dos três principais segmentos de negócios da The Walt Disney Company, consistindo nos negócios de mídia e conteúdo de entretenimento da Disney, incluindo seus estúdios de cinema, produção e distribuição de conteúdo de televisão, serviços de streaming e negócios de mídia no exterior. Como parte da formação do segmento em 8 de fevereiro de 2023, a Disney Media and Entertainment Distribution (DMED) foi dissolvida e consolidada na unidade Disney Entertainment.

## Antecedentes
Em 20 de novembro de 2022, a The Walt Disney Company anunciou o retorno de Bob Iger como CEO da empresa, após a demissão imediata e não programada de seu sucessor nomeado, Bob Chapek. No dia seguinte, 21 de novembro, Iger anunciou que Kareem Daniel deixaria o cargo de presidente da Disney Media and Entertainment Distribution (DMED) e que a DMED seria posteriormente reorganizada em uma nova unidade com Dana Walden, Alan Bergman, James Pitaro, e Christine McCarthy envolvidos na criação da nova unidade. Iger argumentou que a mudança pretendia devolver "mais tomada de decisão às mãos de nossas equipes criativas e racionalizar os custos".
Em 8 de fevereiro de 2023, a Disney anunciou uma reestruturação corporativa que incluía o estabelecimento da Disney Entertainment, com Bergman e Walden atuando como copresidentes. Todas as divisões da Walt Disney Studios e da Disney General Entertainment, bem como a Disney Streaming e as operações internacionais foram incorporadas ao novo segmento.
Em 9 de fevereiro, foi anunciado que Rebecca Campbell, presidente da International Content and Operations, deixaria seu cargo.

## Unidades

### Walt Disney Studios
| Ativo                         | Subsidiária / Divisões                    | Subdivisões                                        |
| ----------------------------- | ----------------------------------------- | -------------------------------------------------- |
| Walt Disney Pictures          | Disneynature                              |                                                    |
| Walt Disney Animation Studios |                                           |                                                    |
| Pixar                         |                                           |                                                    |
| Marvel Studios                | Marvel Music                              |                                                    |
| Marvel Studios                | Marvel Film Productions LLC               |                                                    |
| Marvel Studios                | Marvel Studios Animation                  |                                                    |
| Marvel Studios                | MVL Development LLC                       |                                                    |
| Marvel Studios                | MVL Productions LLC                       |                                                    |
| Lucasfilm                     | Lucasfilm Animation                       | Lucasfilm Animation Singapore                      |
| Lucasfilm                     | Industrial Light & Magic                  | ILMxLab ILM TV                                     |
| Lucasfilm                     | Lucasfilm Games                           |                                                    |
| Lucasfilm                     | Lucas Licensing                           | LucasBooks (selo editorial licenciado)             |
| Lucasfilm                     | Lucas Online                              |                                                    |
| Lucasfilm                     | Lucasfilm Story Group                     |                                                    |
| Lucasfilm                     | Skywalker Sound                           |                                                    |
| 20th Century Studios          | 20th Century Family                       |                                                    |
| 20th Century Studios          | 20th Century Animation                    |                                                    |
| 20th Century Studios          | 20th Digital Studio                       |                                                    |
| 20th Century Studios          | 20th Century Games                        |                                                    |
| 20th Century Studios          | Boom! Studios (participação minoritária)  | Archaia Entertainment                              |
| 20th Century Studios          | Regency Enterprises (20%)                 | New Regency Productions (80%) * Regency Television |
| Searchlight Pictures          | Searchlight Television Searchlight Shorts |                                                    |

### Walt Disney Studios Motion Pictures
| Ativo                                                                    | Subsidiária              | Nota |
| ------------------------------------------------------------------------ | ------------------------ | --- |
| Buena Vista International                                                | Star Distribution        | Joint venture da Walt Disney Studios e da Sony Pictures Releasing em 15 países (em 12/2006), incluindo México, Brasil, Tailândia, Singapura, Filipinas e Rússia. |
| Buena Vista Theatres, Inc. (basicamente) El Capitan Entertainment Centre | Disney Studio Store      | Disney's Soda Fountain and Studio Store, colocado com um Ghirardelli Soda Fountain and Chocolate Shop no El Capitan Building fica próximo ao teatro.             |
| Buena Vista Theatres, Inc. (basicamente) El Capitan Entertainment Centre | El Capitan Theatre       | |
| Buena Vista Theatres, Inc. (basicamente) El Capitan Entertainment Centre | Hollywood Masonic Temple | |
| Walt Disney Studios Marketing                                            |                          | |
| Worldwide Special Events                                                 |                          | |

#### Disney Theatrical Group
| Subsidiária                                | Ativo                                               |
| ------------------------------------------ | --------------------------------------------------- |
| Disney Theatrical Productions              |                                                     |
| Disney Live Family Entertainment           | Disney on Ice (licenciado)                          |
| Disney Live Family Entertainment           | Disney Live (licenciado)                            |
| Disney Live Family Entertainment           | Marvel Universe Live! (licenciado)                  |
| Disney Live Family Entertainment           | Walt Disney Special Events Group                    |
| Disney Theatrical Licensing                |                                                     |
| New Amsterdam Development Corp.            | New Amsterdam Theatre (arrendamento de longo prazo) |
| New Amsterdam Theatrical Productions, Inc. |                                                     |
| Walt Disney Theatrical Worldwide, Inc.     |                                                     |
| Buena Vista Theatrical                     |                                                     |
| Buena Vista Theatrical Ventures, Inc.      |                                                     |
| Buena Vista Theatrical Merchandise, LLC    |                                                     |

#### Disney Music Group
| Ativo                   | Subsidiária                             | Nota |
| ----------------------- | --------------------------------------- | --- |
| Disney Music Publishing | Agarita Music                           | |
| Disney Music Publishing | Buena Vista Music Co.                   | |
| Disney Music Publishing | Falferious Music                        | |
| Disney Music Publishing | Five Hundred South Songs                | |
| Disney Music Publishing | Fuzzy Muppet Songs                      | |
| Disney Music Publishing | Holpic Music, Inc.                      | |
| Disney Music Publishing | Hollywood Pictures Music                | |
| Disney Music Publishing | Pixar Music                             | |
| Disney Music Publishing | Pixar Talking Pictures                  | |
| Disney Music Publishing | Seven Peaks Music                       | |
| Disney Music Publishing | Seven Summits Music                     | |
| Disney Music Publishing | Touchstone Pictures Music & Songs, Inc. | |
| Disney Music Publishing | Utapau Music                            | |
| Disney Music Publishing | Mad Muppet Melodies                     | |
| Disney Music Publishing | Marvel Comics Music                     | |
| Disney Music Publishing | Walt Disney Music Company               | |
| Disney Music Publishing | Wampa-Tauntaun Music                    | |
| Disney Music Publishing | Wonderland Music Company                | |
| Buena Vista Records     |                                         | Revivivo como um selo country em conjunto com Universal Music Group Nashville. |
| Walt Disney Records     |                                         | |
| Hollywood Records       |                                         | Trilha sonora para filmes e programas de televisão da Marvel Studios lançados sob o selo "Marvel Music/Hollywood Records". Incluindo todos os registros lançados pela antiga Fox Music. |
| RMI Recordings          |                                         | Um selo de talentos "digital-first" conjunto com os fundadores da DigiTour Media |
| Disney Concerts         |                                         | |

#### Disney Studio Services
| Ativo                                                   | Subsidiária                   | Nota                                                                                        |
| ------------------------------------------------------- | ----------------------------- | ------------------------------------------------------------------------------------------- |
| Disney Digital Studio Services - Studio Post Production |                               |                                                                                             |
| Studio Production Services                              | Walt Disney Studios (Burbank) |                                                                                             |
| Studio Production Services                              | Golden Oak Ranch              |                                                                                             |
| Studio Production Services                              | Prospect Studios              |                                                                                             |
| Studio Production Services                              | KABC7 Studio B                |                                                                                             |
| Studio Production Services                              | Pinewood Studios              | A maior parte do estúdio está sob um contrato de arrendamento de 10 anos do Pinewood Group. |
| Studio Production Services                              | Disney Studios Australia      |                                                                                             |

### Disney General Entertainment Content
| Unidade                                                                 | Subsidiárias |
| ----------------------------------------------------------------------- | --- |
| Disney Television Studios                                               | * ABC Signature * 20th Television * 20th Television Animation |
| ABC Entertainment, Hulu & Disney Branded Television Streaming Originals | * ABC Entertainment * Hulu Originals * Disney Branded Television (conteúdo e streaming) ** Disney Channel ** Disney Junior ** Disney XD ** Disney Original Documentary ** Disney Television Animation ** It's a Laugh Productions * Unscripted and Alternative Entertainment ** Walt Disney Television Alternative |
| Disney Branded Television (programação)                                 | * Disney Channel * Disney Junior * Disney XD |
| Freeform and Onyx Collective                                            | * Freeform * Onyx Collective |
| FX Networks                                                             | * FX * FXX * FX Movie Channel * FX Entertainment ** FX Productions |
| National GeographicGlobal Networks                                      | * National Geographic * Nat Geo Wild * Nat Geo Mundo * National Geographic Studios * Nat Geo Documentary Films |
| ABC News                                                                | * ABC Audio ** ABC News Radio * ABC News Studios |
| Redes                                                                   | * ABC Owned Television Stations |

#### A&E Networks
participação acionária de 50%; joint venture com Hearst Corporation
| Ativo                             | Subunidades                                  | Nota                                               |
| --------------------------------- | -------------------------------------------- | -------------------------------------------------- |
| A+E Networks International        | Blaze                                        |                                                    |
| A+E Networks Consumer Enterprises |                                              | Convenções, produtos de consumo, e eventos ao vivo |
| A+E Studios                       | A&E Originals                                |                                                    |
| A+E Studios                       | A&E IndieFilms                               |                                                    |
| A+E Studios                       | A+E Films                                    |                                                    |
| A+E Studios                       | 45th & Dean                                  |                                                    |
| A+E Networks Digital              | Canal OTT Lively Place                       |                                                    |
| A+E Networks Digital              | Lifetime Movie Club                          |                                                    |
| A+E Networks Digital              | History Vault                                |                                                    |
| A+E Ventures                      | Propagate Content                            | Parceiro de capital                                |
| A+E Ventures                      | Reel One Entertainment (participação de 35%) | [ 20 ]                                             |
| A+E Ventures                      | Vice Media, Inc. (participação de 36%)       | Viceland                                           |
| A+E Ventures                      | Vice Media, Inc. (participação de 36%)       | Vice TV                                            |
| A&E TV networks                   | A&E                                          |                                                    |
| A&E TV networks                   | Crime & Investigation                        |                                                    |
| A&E TV networks                   | FYI                                          |                                                    |
| A&E TV networks                   | History                                      |                                                    |
| A&E TV networks                   | History en Español                           |                                                    |
| A&E TV networks                   | Military History                             |                                                    |
| A&E TV networks                   | History TV18 (participação de 50%)           |                                                    |
| A&E TV networks                   | History Films                                |                                                    |
| A&E TV networks                   | Six West Media                               |                                                    |
| Lifetime Entertainment Services   | Lifetime                                     |                                                    |
| Lifetime Entertainment Services   | LMN                                          |                                                    |
| Lifetime Entertainment Services   | Lifetime Real Women                          |                                                    |
| Lifetime Entertainment Services   | Lifetime Movie Club                          |                                                    |
| Lifetime Entertainment Services   | Lifetime Radio for Women                     |                                                    |
| Lifetime Entertainment Services   | Lifetime Press                               |                                                    |
| Lifetime Entertainment Services   | Lifetime Digital                             | Lifetime Games                                     |

### Disney Streaming
| Ativo                               | Notas |
| ----------------------------------- | --- |
| Disney+ - Star                      | |
| Hulu (67%) - Hulu Documentary Films | NBCUniversal é co-proprietária do Hulu como uma parceira silenciosa. Espera-se que obtenha a propriedade total até 2024, no mínimo |
| Star+                               | Oferecido na América Latina |
| Disney+ Hotstar                     | |

### Disney Platform Distribution
| Ativo                                  | Subdivisões                                               | Notas |
| -------------------------------------- | --------------------------------------------------------- | ----- |
| Disney–ABC Domestic Television         |                                                           |       |
| Walt Disney Studios Home Entertainment | 20th Century Home Entertainment e ESPN Home Entertainment |       |
| Movies Anywhere                        |                                                           |       |

### International Network Brands
| Ativo | Notas |
| --- | --- |
| IP ABC Spark                                                                                             | Apenas licenciado; propriedade da Corus Entertainment |
| Disney Channel                                                                                           | |
| Disney Junior                                                                                            | |
| Disney XD                                                                                                | |
| La Chaîne Disney                                                                                         | Apenas licenciado; propriedade da Corus Entertainment |
| National Geographic Global Networks                                                                      | 73% with National Geographic Society |
| FX | |
| Fox Networks Group - Fox - Fox Crime - Fox Movies - Fox Comedy (Polônia e Portugal) - 24Kitchen - BabyTV | Esta divisão compartilha seu nome com a homônima Fox Broadcasting Company, uma rede de televisão americana agora não afiliada de propriedade da separada Fox Corporation, que foi desmembrada da 21st Century Fox antes da aquisição da Disney. Como parte de um acordo com a Fox Corporation, a Disney eliminará gradualmente a marca Fox até 2024; a marca continuará a ser alugada como parte da fase de transição. |